# Zrmanja Vrelo
Zrmanja Vrelo falu Horvátországban Zára megyében. Közigazgatásilag Gračachoz tartozik.

## Fekvése
Zárától légvonalban 66, közúton 92 km-re északkeletre, községközpontjától légvonalban 20, közúton 28 km-re délkeletre, Lika déli részén, a Velebit-hegységben fekszik.

## Története
Nevét onnan kapta, hogy határában található a Zrmanja forrása. A török kiűzése (1685) után pravoszláv lakossággal betelepült likai falvak közé tartozik. A falu a 19. században Šulentić Selo néven volt ismert, mivel 1862-ben Pave Šulentić saját szorgalmából és tehetségéből egy nagybirtok központját hozta itt létre. Az általa emelt épületben posta, üzlet, istálló volt elhelyezve, de volt a településen sörözője és malma is. A birtok a második világháborúig volt a család tulajdonában. A településnek 1857-ben 954, 1910-ben 882 lakosa volt. Az első világháború után előbb a Szerb-Horvát-Szlovén Királyság, majd Jugoszlávia része lett. 1991-ben csaknem teljes lakossága szerb nemzetiségű volt. Lakói még ez évben csatlakoztak a Krajinai Szerb Köztársasághoz. A horvát hadsereg 1995 augusztusában a Vihar hadművelet során foglalta vissza a települést. Szerb lakói elmenekültek.. A településnek 2011-ben 28 lakosa volt.

## Lakosság
| Lakosság változása | Lakosság változása | Lakosság változása | Lakosság változása | Lakosság változása | Lakosság változása | Lakosság változása | Lakosság változása | Lakosság változása | Lakosság változása | Lakosság változása | Lakosság változása | Lakosság változása | Lakosság változása | Lakosság változása | Lakosság változása |
| ------------------ | ------------------ | ------------------ | ------------------ | ------------------ | ------------------ | ------------------ | ------------------ | ------------------ | ------------------ | ------------------ | ------------------ | ------------------ | ------------------ | ------------------ | ------------------ |
| 1857               | 1869               | 1880               | 1890               | 1900               | 1910               | 1921               | 1931               | 1948               | 1953               | 1961               | 1971               | 1981               | 1991               | 2001               | 2011               |
| 954                | 1.231              | 779                | 859                | 846                | 882                | 923                | 721                | 478                | 508                | 454                | 336                | 238                | 180                | 44                 | 28                 |

## Nevezetességei
- A falu feletti 390 méter magas Crni-hegyen állnak Rakovnik várának romjai. Mivel a várat egyetlen középkori forrás sem említi szakértők feltételezik, hogy a török építette a 16. vagy a 17. században, amikor Likát uralma alatt tartotta. Szerkezetét tekintve a toronyvárak közé tartozik, mivel egy hengeres toronyból és az ezt övező, mintegy egy méter széles külső falból áll. A ma is két emelet magasságban álló torony hét méter átmérőjű és a külső fal alig több mint egy méterre húzódik tőle. A külső falból mára csak a déli fal, a keleti fal egy szakasza és a délkeleti sarok maradt meg.
- Történelem előtti vár maradványai Budimirnál.